# Reisshorn
Reisshorn är ett berg i Österrike.   Det ligger i distriktet Sankt Johann im Pongau och förbundslandet Salzburg, i den centrala delen av landet, 260 km väster om huvudstaden Wien. Toppen på Reisshorn är 1 467 meter över havet.
Terrängen runt Reisshorn är bergig. Närmaste större samhälle är Saalfelden am Steinernen Meer, 14,6 km väster om Reisshorn. 
Trakten runt Reisshorn består i huvudsak av gräsmarker. Runt Reisshorn är det ganska glesbefolkat, med 43 invånare per kvadratkilometer.